# Herbert Demetz
Herbert Roberto Demetz, né en 1936 à Castelrotto et mort le 22 décembre 1965 à Castelrotto à l'âge de 29 ans, est un pilote automobile Italien, sur voitures de tourisme et de Grand Tourisme, sur circuits et en courses de côte, mais aussi à bord de monoplaces (en Formule Baby Junior pour l'année 1963).

## Biographie
Après avoir été un bon skieur, il commence une carrière en compétition automobile en 1957 sur une Steyr Puch 0,6 L, puis officiellement avec Abarth à compter de 1961.
En 1960 et 1961, il évolue sur Lancia, devenant à l'époque Champion d'Italie des voitures de sport GT 1,1 L (Campionato di Velocità classi 1100 cc), et double Champion d'Italie de la montagne GT (six victoires), sur une Lancia Appia Zagato (it) personnelle.
Il participe une unique fois aux 24 Heures du Mans, en 1961 avec le belge Mauro Bianchi.
En 1962, il termine deuxième du Grand Prix GT de Berlin sur l'AVUS derrière son équipier d'écurie le suisse Robert Jenny, l'épreuve étant inscrite au championnat du monde des voitures de sport.
En 1964, il obtient une victoire de catégorie lors des 1 000 kilomètres de Paris, associé à l'allemand Anton « Toni » Fischhaber.
En avril 1965, Demetz remporte les 3 Heures d'Imola (le Gran Premio Shell-Coppa Bologna), comptant pour cette unique fois au championnat du monde des voitures de sport. Trois semaines auparavant il remporte les 4 Heures de Monza en championnat d'Europe FIA des voitures de tourisme (ETCC), et trois mois plus tard la côte de Bolzano-Mendola (ou Bergrennen Bozen (de)) également retenue cette saison-là en championnat mondial Sportscars (discipline où il s'impose encore -sur le plan national- à Bolzano-Mendola durant l'année 1964, et alors aussi à Agordo-Frassené).
Il trouve la mort durant l'hiver 1965 en testant une dameuse Prinoth P60 à moteur Caterpillar près de l'hôtel familial : l'engin, se renversant sur un flanc de colline, l'écrase alors qu'il vient d'en être éjecté. Il avait obtenu la même année une cinquième place dans l'ETCC avec l'Abarth 1000 TC, pour la première division.